# Udaijin

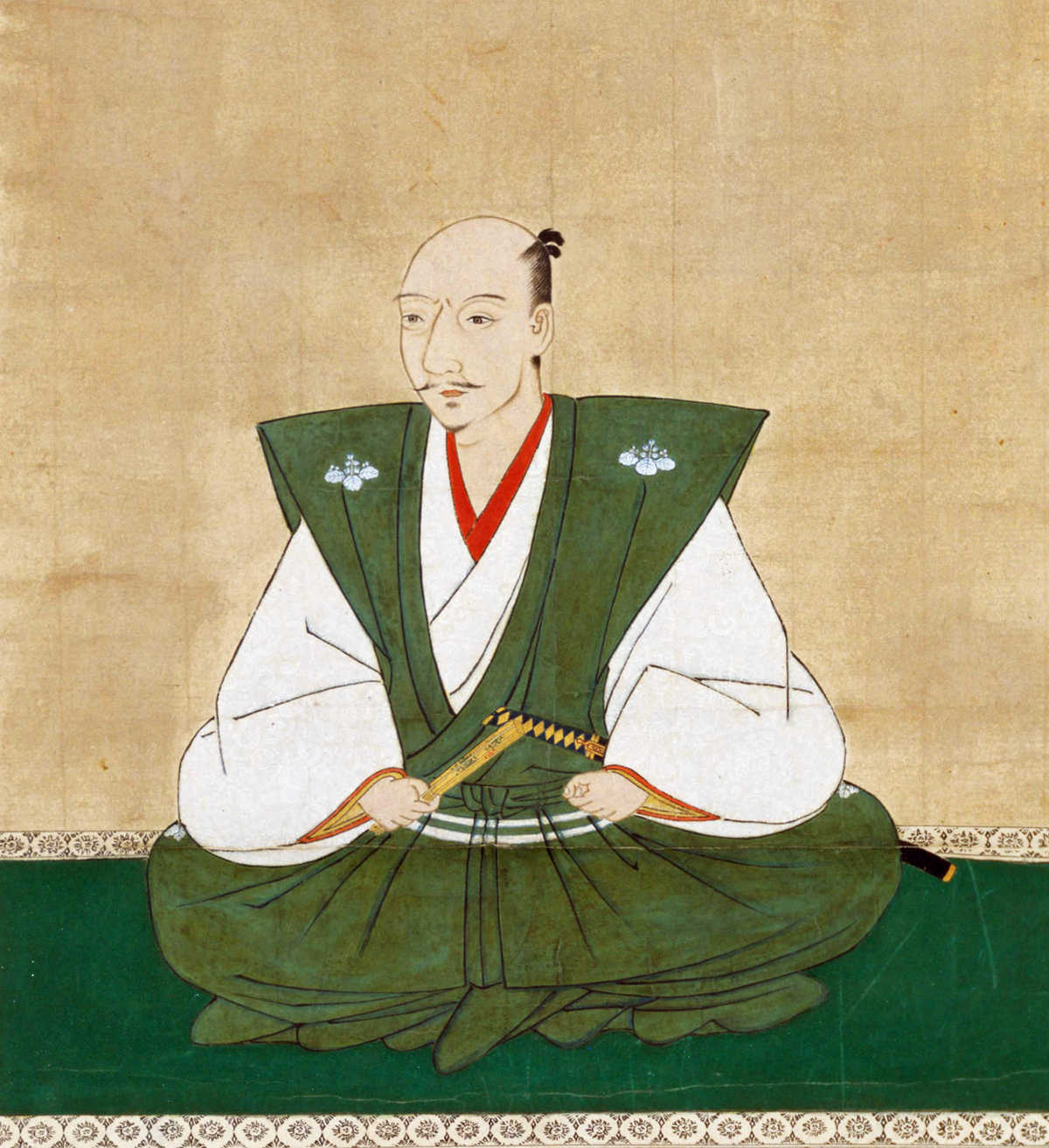
Odanobunaga

L'Udaijin (右大臣?, Ministro della Destra) era una carica all'interno del governo imperiale giapponese durante i periodi Nara e Heian. La carica di Udaijin fu istituita all'inizio dell'VIII secolo nel contesto di un organo amministrativo centrale chiamato Daijō-kan (太政官?, Consiglio di Stato) nel Codice Taihō che consolida il contenuto del Codice Asuka Kiyomihara.
L'Udaijin era il ministro di Stato collocato subito sotto il Sadaijin (左大臣?, Ministro della Sinistra), ricopriva quindi il terzo grado nel Daijō-kan ed era di fatto la seconda posizione amministrativa più alta, poiché il Daijō-daijin (太政大臣?, Cancelliere del Regno), che formalmente era al vertice, era di solito occupato come titolo onorifico.
Dal periodo Kamakura (1185-1333), quando la classe guerriera salì al potere in Giappone, questa posizione alla corte imperiale divenne una posizione onoraria senza vera autorità. Oda Nobunaga, che fu un potente daimyō nel periodo Azuchi-Momoyama, ricoprì questa posizione alla corte imperiale. La classe guerriera fu in grado di utilizzare le posizioni elevate della corte imperiale di Daijō-daijin, Sadaijin e Udaijin, che originariamente apparteneva alla nobiltà (kuge), come mezzo per stabilire la propria autorità.
Dopo la Restaurazione Meiji, il Daijō-kan fu brevemente ripreso come sistema di governo nel 1869, prima di essere sostituito dal Gabinetto del Giappone ispirato ai modelli occidentali nel 1885 e infine abolito. L'ultimo Udaijin fu Iwakura Tomomi.

## Elenco degliUdaijin
1. Soga no Kurayamada no Ishikawa no Maro (645-649)
2. Ōtomo no Nagatoko (649-651)
3. Soga no Murajiko (651-664)
4. Nakatomi no Kane (671-672)
5. ? (701-703)
6. Isonokami no Maro (704-708)
7. Fujiwara no Fuhito (708-720)
8. Nagaya (721-724)
9. Fujiwara no Muchimaro (735-737)
10. Tachibana no Moroe (738-743)
11. Fujiwara no Toyonari (749-757, 764-765)
12. Fujiwara no Nagate (766)
13. Kibi no Makibi (766-771)
14. Ōnakatomi no Kiyomaro (771-781)
15. Fujiwara no Tamaro (782-783)
16. Fujiwara no Korekimi (783-789)
17. Fujiwara no Tsuginawa (790-796)
18. Prince Kami (798-806)
19. Fujiwara no Uchimaro (806-812)
20. Fujiwara no Sonohito (813-818)
21. Fujiwara no Fuyutsugu (821-825)
22. Fujiwara no Otsugu (825-832)
23. Kiyohara no Natsuno (832-837)
24. Fujiwara no San ? (838-840)
25. Minamoto no Tokiwa (840-844)
26. Tachibana no Ujikimi (844-847)
27. Fujiwara no Yoshifusa (848-857)
28. Fujiwara no Yoshimi (857-867)
29. Fujiwara no Ujimune (870-872)
30. Fujiwara no Mototsune (872-880)
31. Minamoto no Masaru (882-888)
32. Fujiwara no Yoshi ? (891-896)
33. Minamoto Yoshiari (896-897)
34. Sugawara no Michizane (899-901)
35. Minamoto no Hikaru (901-913)
36. Fujiwara no Tadahira (914-924)
37. Fujiwara no Sadakata (924-932)
38. Fujiwara no Nakahira (933-937)
39. Fujiwara no ? (937-938)
40. Fujiwara no Saneyori (944-947)
41. Fujiwara no Morosuke (947-960)
42. Fujiwara no Akitada (960-965)
43. Minamoto no Takaakira (966-967)
44. Fujiwara no Morotada (967-969)
45. Fujiwara no ? (969-970)
46. Fujiwara no Koretada (970-971)
47. Fujiwara no Yoritada (971-977)
48. Minamoto no Masanobu (977-978)
49. Fujiwara no Kaneie (978-986)
50. Fujiwara no Tamemitsu (986-991)
51. Minamoto no ? (991-994)
52. Fujiwara no Michikane (994-995)
53. Fujiwara no Michinaga (995-996)
54. Fujiwara no Akimitsu (996-1017)
55. Fujiwara no Kinsue (1017-1021)
56. Fujiwara no Sanesuke (1021-1046)
57. Fujiwara no Norimichi (1047-1061)
58. Fujiwara no Yorimune (1061-1066)
59. Fujiwara no Morozane (1066-1069)
60. Minamoto no Morofusa (1069-1077)
61. Fujiwara no Toshiie (1080-1082)
62. Minamoto no Toshifusa (1082)
63. Minamoto no Akifusa (1083-1094)
64. Fujiwara no Tadazane (1100-1112)
65. Minamoto no Tasazane (1115-1122)
66. Minamoto no Masasada (1150-1154)
67. Konoe Motozane (1157-1160)
68. Fujiwara no Kanezane (1166-1189)
69. Konoe Iezane (1199-1204)
70. Minamoto no Sanetomo (1218-1219)
71. Kujō Norizane (1227-1231)
72. ? (1258-1261)
73. Tōin Kinkata (1335-1337)
74. Nijō Yoshimoto (1343-1381)
75. Tokudaiji ? (1418-1419)
76. Saionji ? (1420)
77. Takatsukasa ? (1438-1446)
78. Tōin ? (1454-1455)
79. ? (1521-1523)
80. Sanjō Kinyori (1543-1546)
81. Ichijō ? (1547-1553)
82. Konoe Sakihisa (1553-1554)
83. Kujō ? (1574-1576)
84. Ichijō ? (1576-1577)
85. Oda Nobunaga (1577-1578)
86. Nijō Akizane (1579-1584)
87. Kikutei Harusue (1585-1595, 1598-1603)
88. Tokugawa Ieyasu (1603)
89. Toyotomi Hideyori (1605-1607)
90. Konoe Nobuhiro (1615-1620)
91. Saionji ? (1620-1621)
92. Konoe Motohiro (1671-1677)
93. Takatsukasa Kanehiro (1683-1690)
94. Konoe Iehiro (1693-1704)
95. Kujō ? (1704-1708)
96. Tokugawa Iemochi (1864-1866)